# Spectroscopie neutronique à écho de spin
La spectroscopie neutronique à écho de spin (neutron spin echo ou NSE en anglais) est une technique de spectroscopie proposée dès 1972 par Ferenc Mezei. Les instruments dédiés permettent d'étudier des phénomènes relativement lents à l'échelle microscopique, avec des temps caractéristiques allant jusqu'à quelques centaines de nanosecondes. Son utilisation sur la base de spectromètres à trois axes permet également d'améliorer leur résolution en énergie d'au moins deux ordres de grandeur ({\displaystyle \Delta }E de l'ordre du {\displaystyle \mu }eV).

## Concept général
À la base, la technique utilise la précession de Larmor d'un moment magnétique autour de la direction d'un champ d'induction statique. Le moment en question est celui porté par le neutron et généré par le spin 1/2 qu'il porte. La fréquence angulaire de rotation du spin est donnée par la relation
{\displaystyle \omega =2\pi \gamma B},
où {\displaystyle \gamma } = 2916 Hz.G-1 est le facteur magnétogyrique du neutron, {\displaystyle B} la norme du vecteur d'induction appliqué.
Considérons le cas d'un faisceau monochromatique de neutrons de vitesse {\displaystyle v}. S'ils volent sur une distance {\displaystyle l} où le champ {\displaystyle B} est appliqué, la phase accumulée sera donnée par
{\displaystyle \phi ={\frac {\gamma Blm\lambda }{h}}},
où {\displaystyle \lambda } est la longueur d'onde associée à la vitesse {\displaystyle v}, {\displaystyle m} = 1,675 . 10-27 kg la masse du neutron et {\displaystyle h} = 6,626 . 10-34 J.s la constante de Planck. On voit que pour des valeurs de {\displaystyle Bl} suffisamment élevées, la mesure de la phase {\displaystyle \phi } offre une évaluation précise de la longueur d'onde {\displaystyle \lambda }. Cette propriété est à la base de la spectroscopie à écho de spin neutronique. En effet, dans un tel spectromètre, il s'agit d'insérer un échantillon entre deux régions de même longueur où règne un champ magnétique identique mais dans des directions opposées. On peut montrer que la phase totale mesurée en sortie de ce dispositif s'écrit
{\displaystyle \phi ={\frac {\gamma Bl}{v}}={\frac {\gamma Blm}{h}}~.~\left(\lambda _{1}-\lambda _{2}\right)}
où le signe "-" provient du fait que les deux champs magnétiques pointent dans des directions opposées et {\displaystyle \lambda _{1,2}} est la longueur d'onde du neutron respectivement avant et après interaction avec l'échantillon. Si les neutrons n'échangent pas d'énergie avec l'échantillon, alors {\displaystyle \lambda _{1}=\lambda _{2}} et donc {\displaystyle \phi =0}. Dans le cas contraire, on peut montrer que dans la limite de faibles transferts d'énergie {\displaystyle \hbar \omega } comparés à l'énergie cinétique des neutrons incidents, on a
{\displaystyle \phi ={\frac {\gamma Blm^{2}\lambda ^{3}\omega }{2\pi h^{2}}}=\omega ~.~\tau _{NSE}}
où {\displaystyle \tau _{NSE}} est le temps spin-echo (ou de Fourier) est un paramètre instrumental qui donne en l'espèce la résolution temporelle de la mesure. Celle-ci présente une dépendance cubique en {\displaystyle \lambda }. On aura donc intérêt à travailler avec des neutrons les plus froids possible.

## Principe de la mesure
En pratique, un spectromètre à écho de spin neutronique se compose (dans le sens du trajet des neutrons, c'est-à-dire de la source au détecteur) :
- d'un sélecteur de vitesse, un rotor à ailes hélicoïdales tapissées d'un matériau absorbant qui permet d'obtenir un faisceau approximativement monochromatique ({\displaystyle \Delta \lambda /\lambda _{0}} entre 10 et 20 %),
- d'un polariseur (généralement à base de supermiroirs) qui permet de filtrer un état de spin des neutrons particulier en rejetant l'autre (en pratique, on obtient un faisceau polarisé à 90-95 %),
- d'un flipper {\displaystyle \pi /2} permettant d'aligner la polarisation incidente perpendiculairement au champ de précession,
- d'un premier solénoïde de précession,
- d'une série de bobines de correction autour de la zone où se trouve l'échantillon, permettant de conserver la phase initiale des neutrons et d'ainsi éviter que celle-ci soit modifiée par autre chose que l'interaction que l'on souhaite observer,
- d'un second solénoïde de précession,
- d'un second flipper {\displaystyle \pi /2} permettant de préparer le faisceau en vue de son analyse,
- d'un analyseur, semblable au polariseur,
- et enfin d'un détecteur de neutrons.

La quantité mesurée est la polarisation finale du faisceau, qui s'écrit
{\displaystyle P=\langle \cos \phi \rangle =\int \cos \left(\omega .\tau _{NSE}\right)f\left(\omega \right)d\omega }
où {\displaystyle f\left(\omega \right)} est la fonction de distribution des transferts d'énergies possibles. En diffusion neutronique, cette fonction s'écrit {\displaystyle S\left(\omega \right)} et se nomme fonction de diffusion ou facteur de structure dynamique. Ainsi, on reconnait dans l'équation précédente la partie réelle de la transformée de Fourier de cette fonction de diffusion. 
Si, par exemple, {\displaystyle S\left(\omega \right)} présente un profil Lorentzien du type
{\displaystyle S\left(\omega \right)={\frac {1}{\pi }}\cdot {\frac {\Gamma }{\Gamma ^{2}+\omega ^{2}}}} ,
alors on obtient
{\displaystyle P=\exp \left(-\Gamma .\tau _{NSE}\right)} ,
soit une décroissance exponentielle. La mesure de la polarisation {\displaystyle P} en fonction de {\displaystyle \tau _{NSE}} renseigne sur le temps caractéristique associé au phénomène sondé {\displaystyle \tau _{0}=1/\Gamma }(par exemple vitesse de rotation des molécules dans un liquide, temps de fluctuation de spin, durée de vie d'un phonon, etc.).

## Applications en recherche fondamentale
- Mesure de temps de fluctuations caractéristiques dans des systèmes de nature et de taille variées: dynamique de spin dans des systèmes magnétiques, reptation de macromolécules, mécanismes de diffusion dans les liquides, etc.
- Détermination précise de la variation de paramètres de mailles dans des monocristaux ou des poudres, en fonction d'une contrainte extérieure donnée (température, pression, etc.). On parle alors de diffraction de Larmor.

## Exemples d'instruments
- (en) Au Maier-Leibnitz Zentrum (Garching bei München, Allemagne): J-NSE, RESEDA, TRISP
- (en) À l'Helmoltz-Zentrum Berlin (Berlin, Allemagne): V2/FLEXX
- (en) À la Spallation Neutron Source (Oak Ridge, États-Unis): NSE
- (en) À J-Parc (Ibaraki, Japon): VIN ROSE (en construction)